# Naoki Wako
Naoki Wako (født 26. november 1989) er en japansk fodboldspiller, som spiller for den japanske fodboldklub Avispa Fukuoka.